# Dugo Selo
Dugo Selo é uma cidade da Croácia localizado no condado de Zagreb